# Rhyacophila lhabu
Rhyacophila lhabu är en nattsländeart som beskrevs av Schmid 1970. Rhyacophila lhabu ingår i släktet Rhyacophila och familjen rovnattsländor. Inga underarter finns listade i Catalogue of Life.